# Koizumi Chansonnier
『Koizumi Chansonnier』（コイズミ・シャンソニエ）は、小泉今日子の26枚目のオリジナル・アルバム。2012年10月24日にビクターエンタテインメントから発売された。

## 概要
『Nice Middle』以来、4年ぶりとなるオリジナル・アルバム。本作はシャンソンを軸に作られている。デビュー30周年を記念して制作された。

## パッケージ仕様
通常盤,初回限定盤の2形態で発売。
初回限定盤は4大特典が付加されており、田中知之（FPM）監修による “Kyon30 REMIX” ボーナスCD、特製ジャケット+豪華ブックレット、完全招待制プレミアムライブ “Koizumi Chansonnier 〜新春シャンソンショー〜”応募ハガキ封入（2013年2月9日・東京都内某所にて開催予定）、FPM presents”EVERLUST meets Kyon2” 入場割引券封入（2012年11月23日・麻布十番WAREHOUSE702にて開催予定）。

## 収録曲

### DiSC.1
1. Sweet & Spicy
作詞：小泉今日子／作曲：丈青／編曲：SOIL&"PIMP"SESSIONS
2. 100% 
作詞・作曲：さかいゆう／編曲：鈴木正人
さかいがシングル「僕たちの不確かな前途」にてセルフカバーしている。
3. 大人の唄／Une chanson pour les grands
作詞・作曲・編曲：菊地成孔／フランス語翻訳：鈴木孝弥
4. プライヴェート
作詞：小泉今日子／作曲・編曲：Curly Giraffe
5. わが麗しき恋物語／Ma plus belle histoire d’amour
作詞・作曲：Barbara／日本語詞：覚和歌子／編曲：小西康陽
6. 写真
作詞・作曲：浜崎貴司／編曲：BLACK VELVETS[3]
7. カントリー・リビング 
作詞・作曲：トム・ベル（英語版） & リンダ・クリード（英語版）／日本語詞：いとうせいこう／編曲：川辺ヒロシ（TOKYO No.1 SOUL SET/lnk）、上田禎
8. ごめんね
作詞・作曲：二階堂和美／編曲：黒瀬みどり
9. わたしのゆく道
作詞・作曲：二階堂和美／編曲：二階堂和美バンド
10. 面白おかしく生きてきたけれど
作詞・作曲・編曲：小西康陽
11. 小雨の記
作詞：小泉今日子／作曲・編曲：梅林太郎
12. シャンソン
作詞：高田渡／作曲：早川義夫／編曲：小池徹平

### DiSC.2（初回限定盤のみ）「Kyon30 REMIX」
1. メドレー：木枯しに抱かれて / 快盗ルビイ / 夜明けのMEW / BEAUTIFUL GIRLS / Good Morning-Call / Smile Again / 自分を見つめて / Fade Out / 水のルージュ / あなたに会えてよかった / キスを止めないで / 半分少女 / The Stardust Memory / ヤマトナデシコ七変化 / 私の16才 / 素敵なラブリーボーイ / ひとり街角 / 春風の誘惑 / 常夏娘 / 100%男女交際 / 渚のはいから人魚 / 艶姿ナミダ娘 / クライマックス御一緒に / なんてったってアイドル
2. 夜明けのMEW (i-dep BON Remix)
3. 私の16才 (DJ OMKT remix)
4. 艷姿ナミダ娘 (tofubeats BXVTS remix)
5. ヤマトナデシコ七変化 (okadada remix)
6. あなたに会えてよかった (Booty Bronx Remix)
7. なんてったってアイドル (Norihito Ogawa Remix)
8. 迷宮のアンドローラ (Hoshina Anniversary Remix)
9. 優しい雨 (SixMAN Remix)
10. Fade Out (music note Remix)